# スカイガンナー
『スカイガンナー』（SKYGUNNER）は、2001年9月27日にソニー・コンピュータエンタテインメントから発売されたPlayStation 2用3Dシューティングゲーム。開発はピクセルアーツ。米国ではアトラスが販売元となり2002年6月25日に発売された。
2024年9月17日、PlayStation Plus内のサービス「クラシックスカタログ」とPlayStation Storeで、PlayStation 4、PlayStation 5向けに配信が開始された。

## 概要
本作は、『エナジーエアフォース』や『エースコンバット』等の、フライトシミュレーションやそれに近いリアリティのあるゲームに対し、3D空間で本来のシューティングゲームらしさを味わえるゲームとして開発された。そのため、「敵ナビシステム」や「フライトアシスト」、「墜落回避システム」など、それまでの3Dシューティングには無い様々なシステムが使われている。

## あらすじ
空を飛ぶことが難しくない世界。海上の街リーヴで開かれる博覧会を舞台に、リーヴのガンナーであるシエルとコパン、博覧会護衛のためやってきた新人ガンナーのファムと、博覧会の目玉である永久機関を狙う天才的犯罪者ヴァントルの対決を描く。

## オープニング
主題歌「遥かな空へ」
歌 - 浜野和子（KAZCO） / 作詞 - 大森祥子 / 作曲 - 大坪正 / アニメーション製作 - ゴンゾ
「遥かな空へ」はオープニングで使われているものがフルバージョンである。サウンドトラック発売に際して、発売元が公式に「オープニングと同じものである」というコメントを掲載した。
しかしながら、非公式では二番が存在する。それは浜野和子がライブにて自作の歌詞をつけて歌ったものであり、自身のサイト内BBSにてそのことについて明かしたことがあった。歌詞は公開されていないため不明。

## システム

### 敵ナビシステム
自機の状態に関わらず、ロックオンした敵を常に画面の中心に置くシステム。
これにより、レーダー・マップの廃止、攻撃目標を確認しやすくする、爆発・撃沈する空中戦艦の様子を観賞できるなどの様々なメリットが生まれた。これは、レーダー等が存在せず、視認でしか敵を捕捉できない本作の世界観の構築にも一役買っている。ちなみに、自機に乗っているキャラクターの顔も、常にロックした敵の方を向いている。

### フライトアシスト
自機が障害物にぶつかりそうになると自動的に方向を変え、障害物を回避するシステム。
たとえ物理的に回避不可能な所に突っ込んでも翼をかする程度で、ダメージを受けることは絶対にない。これは、敵ナビシステムの弊害である「自機の前方が見えない」という事態を解決すると同時に、初心者にありがちな「障害物に激突してゲームオーバー」という事態への救済となっている。フライトアシストが機能している間はほぼ操作不能になり、予期しない方向へ弾き出される事もあるが、これを利用して通常の操作とは比べ物にならないスピードで方向転換することも可能である。

### 墜落回避システム
自機のバランスが完全に崩れ墜落してしまった時、10秒以内に十字キーやボタンを一定回数連打することで墜落状態から立て直すことが出来るシステム。
立て直すのに必要な連打回数は同じシーンで墜落するごとに増え、シーン終了時にリセットされる。立て直した直後は、画面上に英文が表示されている間無敵状態になる。また「連打」と言っても、通常の連打のようにボタンを高速で押すのではなく、コントローラの十字キーとボタンの部分に親指の腹を押し付け、揉み込む様に押す方が回数を稼げる。

### 賞金
いわゆるスコア。「Co 1,000,000」のように表示される。敵機の撃墜や被弾、墜落、機銃の使用などでプレイ中リアルタイムで増減し、シーンごとにクリア時のリザルト画面でクリアボーナス・イベントボーナス・撃墜数・OW清算・バトルボーナスの5つの要素が加減算され、シーン合計として算出される。そのシーンの賞金額により、キャラクターごとのランキングが表示され、全シーンの賞金額の合計によってガンナーランクにも影響を与える。メインメニューの「スコア」でキャラクターごとの最高獲得賞金などを確認できるが、ここで表示されるのは8桁目までであり、「Co 99,999,999」でカウントがストップする。しかしこの値を突破した状態でゲームオーバーになると、表示はされないものの9桁目も認識される。

### ストーリー進行
ストーリーモードは5つのシーンで構成される。それぞれのシーンは複数のミッションで構成され、それを達成してゆくことでシーンクリアとなる。ミッションは成功・失敗により多少分岐し、失敗が即ゲームオーバーに繋がるものもある。また、ミッションのうち特定のものをイベントといい、シーンクリア時のイベントボーナスや、ガンナーランクに影響を与える。シーンの間にはキャラクターの会話や行動がデモとして挿入され、次のシーンへの導入となっている。

## 世界観
いわゆるスチームパンク。「空を飛ぶことが難しくない世界」の言葉通り、船や自動車よりも飛行機械全般が主に発達した世界である。ガンナーマシン以外の一般の飛行機はストーリー上には登場しないが、オープニングアニメで多数確認することができる。
この世界の人々には尻尾があり、耳が無い（もしくは確認できないほど小さい）。

### ガンナー・警察
ガンナー / Gunner
人探しや護衛などの依頼を受け、その報酬によって生計を立てているのがガンナーである。警察以外に銃と戦闘艇を持つことが許されているのが「ガンナー」と呼ばれる所以である。その性質上誰でも簡単になれる職業ではなく、まず熟練のガンナーの元で腕を上げなければならない。その後人格・能力等がガンナーとしてふさわしいと認められ、師事したガンナーから各街に推薦されることでガンナーとして開業することができるようになる。しかし、大きな街では貴族が金にあかせてガンナーとして登録している場合もある。また、通常のガンナーのように街に登録せず、法外な料金で違法行為に近い仕事を請け負う裏のガンナーもいる。探偵のように実力と信用がモノをいう職業で、無名の頃はたいした仕事も無いが、実績を上げ、腕のいいガンナーとして知られると重要な仕事を任されるようになる。この世界では希少な職業で、みんなの憧れの職業。チヤホヤされるらしい。
警察 / Police
国が管理している警察機構。国から各街に派遣され、警備や犯罪者の取り締まりを行う。警察の規模とガンナーの質が反比例するため、小さな街ではガンナーと協力して活動することが多い。状況によっては戦車や装甲車、機雷などを使用することもある。

### ガンナーマシンメーカー
オルロジェ社 / Horloger
時計工房から発展した、国内最大の工業メーカー。ネージュに本社を持ち、メルヴィーユやブランシェなどを作った。木材を多く使用し、白を基調とした高級感のある機体が特徴だが、他社に比べて価格が高めになっている。
アソシエ社 / Associe
アソシエに本社を置くメーカー。歴史は浅いが、オルロジェ社に匹敵する大企業である。新しい技術や素材を積極的に取り入れており、アソシエ社の製品であるシュバリエにも鉄鋼がふんだんに使われている。ガンナーマシンだけでなく兵器関連にも力を入れており、歩行戦車スクレットや機械兵もアソシエ社が開発したものである。しかし 、ことごとくヴァントルに盗まれて利用されてしまっている。
アルティザン社 / Artisan
リーヴに本社がある小さな会社。職人気質が高く、金属と木材を合理的に組み合わせて使い、一台一台丁寧に作り上げる。そのため大量生産はできないが、高性能なマシンを作ることができ、オーダーメイドも可能。この会社で作られ、現存する最古の機体であるアヴニールやファントゥームが最新式の機体にも劣らないところを見れば、その質の高さをうかがい知ることができるだろう。
デュール社 / Dur
自動車会社から発展してガンナーマシンメーカーになった会社。ネージュの南部に本社を置いている。「信用と固さ」を信条に、大量生産・大量販売で庶民向けの安価な製品を提供している。製品は丈夫さと整備のしやすさを買われ、警察にも正式採用されている。しかし性能面では他社のマシンに比べて劣るため、当のガンナー達にはほとんど使われていない。

### 国家・街
国 / Nation
この世界における国家。名称などは不明。特に大きな権限はないらしく、警察機構を管理していること以外の役割は不明である。
リーヴ / Rive
レシフ海に浮かぶ島にある洋上の街。大陸側には旧市街がある。街中に時計塔や博物館、望遠鏡、近くの海上にガンナーカフェがあり、アルティザン社の本社も置かれている。ヨーロッパ風の町並みで、温暖な気候ののどかな街である。
ネージュ / Neige
リーヴの北にある工業都市。ファムはリーヴに来る前この街に住んでいた。大都市らしく大学やオルロジェ社の本社、貴族であるリヴァル家がある。北にあるだけあって寒冷な気候のようだ。ゲーム中では名前しか出てこないが、公式携帯待ち受け画像で少しだけ登場している。
アソシエ / Associe
レシフ海を挟んでリーヴの西にある都市。コパンが以前ガンナーをしていた街である。アソシエ社の本社ができてから急速に発展してきた街。ネージュ同様ゲーム中では名前しか登場しないが、公式コミックで街の様子を見ることができる。
Capital
メルヴィーユ艦橋に描かれている地図と機体選択時の背景の地図にのみ確認される街。機体選択画面の地図ではアソシエの付近に位置している。
Campagne
メルヴィーユの地図にのみ確認される街。
この他にもメルヴィーユの地図にはゲーム中に出てこない地名がいくつか確認されるが、機体選択画面背景の地図との合一性に欠けるため、方角や位置関係などは正確にはわからない。

### その他の場所・地域
ガンナーカフェ / Gnner's cafe
リーヴの街のそばの海上にあるカフェ。ホテルのように宿泊することもでき、飛行艇の整備場や格納庫などもある。シエルが間借りしており、後にコパンも住み着くようになってからガンナーカフェと呼ばれるようになった。本当の店名は別にあるらしい。ファムが来てからはファムも部屋を借りている。アルエットはここでウェイトレスとして働いている。
時計塔 / Clock tower
リーヴの街のランドマークである巨大な時計塔。時計の針はちゃんとシーンごとの時刻設定と同じ時刻を指している。ストーリー上は特に関係する事件などはない。シエルとコパンが初めて出会った時のどたばたで破壊されてしまったことがある（公式コミック第一回より）。
レシフ海 / Recif sea
大陸間に広がる海。貨物船の定期航路にもなっている。
大灯台 / Large lighthouse
レシフ海の北の小さな島に立っている大きな灯台。貨物船の補給地点。
ヴァントル・ハウス / Ventre's house
リーヴの南東の湖にあるヴァントルの隠れ家。湖の真ん中にそびえる巨大な城であり、隠れ家という割には全く隠れていない。多数の砲台群、戦闘艇、フォーメーション部隊やドラードなどによって守られている。

## 登場キャラクター

### メインキャラクター
シエル（Ciel）
声 - 宮島依里
本作の主人公。リーヴに住む凄腕のガンナー。年齢は10代半ば。胸元の巨大なジッパーがトレードマーク。愛機はアルティザン社製のガンナーマシン・アヴニール。幼い頃からガンナーに憧れていて、その夢をかなえてガンナーになった。その腕前は周辺の街にも知れ渡るほどのものである。当初は一人で仕事をしていたが、コパンがリーヴに来てからは二人で行動することが多くなった。性格は基本的に真面目で、常にアヴニールの整備を欠かさない。ファッションや女性にあまり興味がなく新しい発明品が好きなど、子供っぽい一面もある。3人の中では、軽いコパンや、たまに過激なファムのまとめ役である。なぜかリヴァルに目をつけられている。
コパン（Copain）
声 - 保志総一朗
シエルの相棒であり、ほぼ互角の実力を持つ自称"天才ガンナー"。アソシエ社製のガンナーマシン・シュバリエを持つ。元はアソシエのガンナーだったが、ある時シエルと勝負しにリーヴを訪れ、そのまま居着いてしまった。ちなみにその時は勝負は結局つかなかったが、運悪く時計塔を壊してしまうという結果になってしまっている。ガンナーになるまでの経歴が一切不明というミステリアス一面も持つが、本人は収入がよくて女の子にモテるという軽い理由でガンナーになったらしい。性格もいたって軽く、面倒なことや退屈なことが大嫌い。マシンの整備もメーカー任せ。なにか面白い情報を探すために自分専用のラジオをいつも持ち歩いている。
ファム（Femme）
声 - 大原さやか
リーヴ博覧会の警備強化のためネージュからやってきた新人ガンナー。尻尾を三つ編みにしたショートカットの女性で、ネージュ大学を首席で卒業した秀才。オルロジェ社から贈られた最新型ガンナーマシン・ブランシェに乗る。ゲーム中では、ストーリー上の展開などからドレス姿でマシンに乗ったり、デモシーンのイラストでも毎回服装が違ったりと、ファッションにこだわりがあるようだ。落ち着いた性格だが、大胆な行動に出ることもある。難易度「かんたん」のキャラクターだけあって、ミッションでは「周りの戦闘艇を倒す」ことが多い。
アルディ（Hardi）
声 - 楠見尚己
リーヴ市警察飛行艇部隊を率いる敏腕警部。元ガンナーで、子持ちの中年男性。デュール社製のガンナーマシン・クラージュで、部下と共にリーヴの空を守っている。リーヴ博覧会の警備担当であり、ファムとは以前からの知り合い。ヴァントルとは10年前に刑事だった頃に取り逃がした因縁がある。
リヴァル（Rival）
声 - 石田彰
ネージュの貴族で、リヴァル家の当主。国に属していない非合法のガンナーで、その腕はピカイチ。アルティザン社製のガンナーマシン・ファントゥームを使っているが、金にあかせて自分の好みに改造し続けている。ほとんど戦いを楽しむためだけにガンナーの仕事をしており、仕事中でも腕のいい相手を見つけると依頼そっちのけで戦いを挑むほど。ストーリーでは「あのお方」の依頼を受けて永久機関のパーツを狙う。リーヴを訪れた際に偶然見かけたシエルの腕の良さを気に入り、嫌がるシエルに一方的に勝負を仕掛けてくる。二重人格の持ち主で、彼の任務中に着用する白と黒のファッションもそれをモチーフにしている。ファントゥームに乗る時は変な眼鏡をかけている。
ヴァントル（Ventre）
声 - 麦人
天才的犯罪者および天才的発明家であり、さらにとてつもない大富豪という。10年ほど前に現れたときは、手下であり発明品であるプーレ達と共に一年間各地を荒らしまわった。その後ぱったりと活動を止めていたが、リーヴ博覧会の開催に伴い再び現れ、シエル達リーヴのガンナーに挑戦状を送りつける。恐ろしく物欲が強く、珍しいものや芸術的価値の高いものをみると自分のものだと思い込んでしまうらしい。ファムのシーン3で望遠鏡を破壊してしまうと、そんな彼らしいセリフを聞くことができる。登場キャラクター中もっとも高齢であるが、老いを感じさせないパワフルな老人である。プーレに指示を出す役割のため外には出ない。
プーレ（Poulet）
声 - 柳瀬なつみ
ヴァントルが造りだした自動人形。小さな体に大きな頭、ヴァントルに似た目付きの悪さが特徴。媚びない可愛さが漂うスカイガンナーのマスコット的存在である。絶対に壊れることがなく、（ヴァントル個人としては）欠点もない「パーフェクト・オートマタ」。主な仕事は兵器の整備や操縦、金目のものや珍しい品物の窃盗・強奪、工作活動その他悪行の数々。戦闘艇の操縦は並のガンナーでは太刀打ちできないほどの腕前だが、シエル達には及ばなかった。階級があり、普通のプーレが頑張ると隊長プーレになり、黄色い戦闘服とカッコいいゴーグルが貰える。昇進やボーナスを目指し、プーレたちは今日も突撃ポッドに乗り込むのである。

### サブキャラクター
警察官（Police）
声 - 樫井笙人
アルディ率いるリーヴ市警察飛行艇部隊の隊員たち。デュール社製のガンナーマシン・オルドルに搭乗する。
フィーユ
アルディ警部の娘。ゲーム中ではエピローグのみ登場。後ろ髪のはねは親譲り。プーレを一体飼っていることがエピローグで判明する。
スチュワード
リヴァル家に仕える老執事。リヴァルに信頼されている。リヴァル家には多数のメイドや使用人が仕えており、ゲーム内デモや公式携帯待ち受けカレンダーでその姿を見ることができる。
アルエット
ガンナーカフェで働くウェイトレス。茶髪を結い上げた長身の女性。漫画「SKYGUNNER」にサブキャラクターとして登場し、シエルとコパンにアドバイスを与える。ゲーム中や攻略本のイラストにも登場するが、名前は出てこない。
公式携帯待ち受け画像「HAPPY NEW WIND」ではチャイナ服姿を披露しており、アルエットの名前が紹介されている。
レットル
輸送船団の荷主。シーン2の輸送船団防衛で、輸送船が攻撃されていると助けを求めてくる。エピローグにもさりげなく登場しており、嫌がるコパンに抱きついて頬ずりまでしている。公式ガイドの「帯」にのみ名前が確認されている。
エシャロット
2006年8月31日に公開された公式携帯待ち受けカレンダーに登場したヴァントルの孫娘。黒く短い髪を上げたヘアースタイルに同じく黒く艶のある尻尾、緑の瞳を持つ。服装は茶色のロングコートに紫のタイツ。体型はヴァントルには似なかったようでシエルたちとほぼ同じである。公式の紹介ページによると、諸国を遊学していたが、このたび帰国した。プーレ全員の顔を見分けることができるとのこと。以後もカレンダー画像によく登場し、祖父譲りの笑顔を見せたり、ガンナーカフェを訪れる様子が描かれたりしている。

## ガンナーマシン
ガンナーの証であり商売道具でもある一人乗りの小型戦闘機。機動性が非常に高い。エンジンの始動にはイグニッションガンという専用の銃を用いる。機体にもよるが、EXアクションと呼ばれる特殊動作を行うことが可能。
アヴニール
シエルの愛機。単発推進式。アルティザン社製の、現存する最も古いガンナーマシンの一つ。アルティザン社に勤めていたシエルの祖父とその仲間達が作り上げた。非常に完成度の高い機体であり、最古の機体でありながらも最新のガンナーマシンに劣らない性能を持つ。
ゲーム中では平均的な性能を持つ機体。ヘビーバレットによる高い攻撃力を持つ。
シュバリエ
コパンの愛機。串型双発機。アソシエ社ならではの特殊鋼を使ったガンナーマシンで、現在販売されているガンナーマシンの中では最も高価なもの。騎士の鎧と槍をモチーフにした、飛行機らしからぬ独特のフォルムが人気。操縦席にはコパンのヤボ用を書いたメモが張ってある。
ゲーム中では非常に高いスピードを持つ反面旋回性能が低く、耐久力もメインキャラ3人の機体の中では最も低いため非常に扱いの難しい機体となっている。EXアクション「ローリング」と専用オプションウェポンであるカボチャ爆弾が使える。
ブランシェ
オルロジェ社からファムに贈られた最新式のガンナーマシン。翼をモチーフにした鳥のような形をした全翼機形態(ただし垂直尾翼がある)・双発推進式の機体で、オルロジェ社らしい高級感溢れる機体である。他のマシンと違い立ち乗り式だが、ベルトなどの搭乗者を固定するものが見当たらない。ファムがどうやって乗りこなしているのかは謎だが、想像を絶する腕力と握力で体勢を維持しているとの説もある。
最新式の機体ということもあってかゲーム中では非常に高い基本性能を持つ。特に旋回性能・耐久力に優れ、EXアクション「アクティブターン」も使いやすく、初心者向けの機体。ただし強力な攻撃がクロスミサイルしかないなど、少々決め手にかける。
公式コミックではファムが「ブラン"シュ"」と言っている。
クラージュ
アルディのガンナーマシン。デュール社製のマシンで、リーヴ市警察飛行艇部隊で採用されている。全体的にずんぐりしたフォルムの複葉機で、整備のしやすさから採用された。開発元であるデュール社が元自動車会社だったせいか、操縦桿は車のハンドルのようになっている。
ゲーム中ではサバイバル・タイムアタックでのみ使用可能。速度・旋回性能など機動性は最低だが、多少の攻撃ではびくともしない驚異的な耐久性を持つ。また他の機体と異なりEXアクションとオプションウェポンが無く、代わりに僚機のオルドル達の隊形を変える「命令弾」を使用可能。
オルドル
アルディ率いるリーヴ市警察飛行艇部隊の部下達の乗るガンナーマシン。クラージュと同じデュール社製だが、こちらの方がワンランク下。
ゲーム中ではアルディの乗るクラージュの僚機として登場。「命令弾」を使い行動を指示することができる。
ファントゥーム
リヴァルの乗る漆黒のガンナーマシン。二重反転プロペラを装備する単発推進式の機体。現存するガンナーマシンの中では最強と言われている。アルティザン社製で、アヴニールの兄弟機。最初はアヴニールと似た形だったが、リヴァルが改造を続けていくうちに現在の形に変わっていった。本体と翼の間にうつぶせになるようにして乗る。シエルとの最初の勝負に敗北すると（描写や言及はないものの）改造され、ファントゥーム改になる。
全機体中最強の攻撃力と機動性、そして最低の耐久力を持つ上級者向けの機体。他の機体と違い機銃は一門のみだがガトリング砲となっており、凄まじい連射力を持ち、弾丸が一直線に発射される様はさながらレーザーのようである。ただし命中させるにはそれなりの技術が必要。兄弟機らしくEXアクションはアヴニールと同じだが、ヘビーバレットは仕様が異なり範囲と威力が向上した拡散型となっている。改になると機銃の攻撃力が多少低下する代わりにサイトが大きく、低かった耐久力が平均以上になり、かなり扱いやすくなる。ただしストーリーでしか使えず、使用できるシーンも一つしかない。
アソシエのガンナーのガンナーマシン
公式コミック第二回に登場するアソシエのガンナーの乗っていた機体。長らく詳細不明だったが、2015年にキャラクターデザイナーのワタナベケイによってオルロジェ社製のクリザリッドというマシンだと判明した。

### ヴァントル超兵器
天才的犯罪者であると同時に発明家でもあるヴァントルが開発もしくは盗んだ兵器。特にアソシエ社製の兵器は強力。同じ兵器でも、タイプによって性能が異なるものがある。漫画版によると、盗品は全て各社が博覧会に出品しようとしていた製品が輸送中に盗まれたものである。
プチ戦闘艇プルミエ
ヴァントルが開発した一人乗りの小型戦闘艇。序盤によく登場する。最初の敵らしく最弱の部類に入るのでひたすら撃ち落される存在である。
戦闘艇プログレ
プルミエの改良版。黄色い機体とフロートが特徴の戦闘艇。中盤から終盤にかけて登場する。
戦闘艇デルニエ
最新型の戦闘艇。シュバリエを参考に、機体を回転させて攻撃をはじく機構を持つ強力な機体。シーン4ではフォーメーションを組んで戦うフォーメーション部隊として登場する。タイムアタックモードではこの敵をいかに処理するかによってタイムが大幅に変わる。
水上攻撃艇デトロワ
水上を高速で移動する小型攻撃艇。水面まで行けるシーンでよく登場する。見かけによらず攻撃能力が高い。
戦車
終盤に登場する小型の戦車。砲弾の威力はそれなりに高いので油断していると撃墜される。よくチェインの起点やオプションウェポンの補充に使われる。
プーレ戦車
シーン4にのみ登場。スクレットから4機編隊で出撃してくる。全ての敵の中で最も小さく、攻撃もせず、登場する場面も限られているため存在にすら気づかれない。
突撃ポッド
デュール社製。中にプーレたちが入っており、目標の付近で四散して中のプーレたちが飛び出し、目標に取り付く。自機が取り付かれた場合は旋回能力が低下するが、十字キーの連打で振りほどける。自機以外では、貨物船のエンジンにはダメージを与え、装甲車にはダメージに加え出力の低下も引き起こす。最大ロックした猟犬ミサイルで追い払えるが、プーレたちが飛び出してくる前に撃墜するのが最も有効である。突撃ポッドが登場するミッションは難易度が高いことが多く、特にアルディ警部の装甲車防衛ミッションは失敗すると即ゲームオーバーということもあり、初心者にとってかなりの難関ミッションとなっている。
羽根爆弾
オルロジェ社製。その名の通り翼のついた爆弾。下向きの砲弾のような形をしている。ゴーシュ、ドロワット、グランディールに搭載されており、ランチャーから射出される。敵を追尾し、接触すると大爆発を起こす。通常は追尾能力が低く、射出されたまま浮遊していることが多いが、グランディールのカミナリ発生器によってパワーアップすることで追尾能力が飛躍的に向上、恐るべき兵器と化す。パワーアップしたものは天使の輪のような光輪が付く。後ろにつかれた場合、回避するにはブーストで振り切るか、着弾の瞬間にパワースライドを使うしかない。
小型砲台
ヴァントル・ハウスに配備されている砲台の一つ。弱い。
中型砲台
ヴァントル・ハウスに配備されている砲台の一つ。小型砲台よりも多少耐久力が高い。
大型砲台
ヴァントル・ハウスに配備されている砲台の一つ。4種の砲台の中では最も厄介な存在。威力、弾速ともに高い高速弾を連射してくる上、通常の攻撃手段は効かず、チェインでしか倒すことが出来ない。
装甲砲台
ヴァントル・ハウスに配備されている砲台の一つ。前面に強力な装甲があり、猟犬ミサイルで動きを止めて背後から攻撃しないと倒せない。
博物館防衛砲台
グランマガザンに連結されたリーヴ博物館を守る強力な移動砲台。庭園部のレールの上を高速で移動、はずれた連結器を修復する機能がある。機銃攻撃が効かず、オプションウェポンでしか倒すことが出来ない。レールの内側に対しては砲弾、外側に対してはガトリング砲で攻撃してくる。特にガトリング砲の威力はすさまじく、ただでさえ攻撃力の高いガトリング砲が4連装×4機もあり、まともに突っ込むと一瞬で撃墜されてしまう。その弾幕の厚さはゲーム中随一。
大型戦闘艇スターブル
序盤から中盤に登場する大型の戦闘艇。ガトリング砲を装備したタイプは水平方向に対する攻撃力が非常に高い。
気球式空中戦艦バレーヌ
中型の空中戦艦。バランスの良い性能を持ち、改造もしやすいためかよく登場する。特殊なタイプとして、遠距離攻撃能力に長けたバレーヌ砲を搭載した長距離砲台装備タイプ、ヴァントルがプライベート用に改造したバレーヌヴァントル仕様がある。
重装甲浮遊戦艦ドラード
魚のような形をした強力な空中戦艦。防御力、攻撃力が非常に高い。船体を覆う赤い装甲には攻撃が効かない上、多数の砲台が全面に装備されており、死角がほとんどなく、通常は近づくことすらままならない。輸送能力にも優れ、アタッチメントによりスクレット、ヴァンクールなど大型の兵器を運ぶことができる。
牽引戦艦ゴーシュ&ドロワット
シーン1のボス的存在である二隻一対の空中戦艦。牽引機によって船舶を捕獲し、圧縮燃料の使用により驚異的速度で運び去る。弱点であるエンジンは強固なシールドに覆われており、機銃攻撃を受け付けない。
浮遊戦艦グランディール
シーン2に登場する巨大な空中戦艦。左右二機ずつ、計4機のエンジンに本体が吊り下げられたユニークなデザインをしている。多数の砲台を持ち、さらに船体中央にはカミナリ発生器が格納されている。左右どちらかのエンジンを2機とも壊すと横向きになってしまう。
水上戦闘艇エグゾゼ
コパンのシーン3にて戦う戦闘艇。ゴールド・レッド・ブルーの3種類が存在し、それぞれ性能が異なる。先頭の隊長機の後ろに15機の子機が連結された形をしており、隊長機を倒さない限り、子機がいくら壊されても潜水・修復する機能を持つ。また、ゴールド・レッドは螺旋状の隊形になり特殊な攻撃をすることも出来る。毎晩、リーヴ旧市街の運河に現れ、運河沿いの街灯を次々に盗み去るという謎の行動を繰り返し、その外見から、街の人々には蛇のような怪物ではないかと噂され、新聞でも話題になっていた。ちなみに盗まれた街灯は、グランマガザン（後述）の照明の一部に使用されている。
歩行戦車スクレット
アソシエ社製。シーン4の最後に登場する、4本の足を持つ金属製の頑強な歩行戦車。脚部のピストンによって接地面にスパイクを打ち込み、垂直な壁にも登ることが出来る。最も注意すべきはそれぞれの脚に装備された巨大なアンカーで、速度は遅いが当たれば確実に撃墜されてしまう。なお、ゲーム中最高のヒット数を出すことが可能な敵である。
空中城塞戦艦グランマガザン
シーン5の舞台そのものである超巨大空中戦艦。無数の戦闘艇、砲台を配備し、圧倒的な火力を誇るヴァントルの切り札。全長2キロにも及ぶその姿は圧巻の一言に尽きる。ヴァントルはこれを使って博物館ごと永久機関を盗み去った。グランマガザン解体ミッションは全シーン中最高の稼ぎ所であり、このミッションだけでスコアをカンストする事も可能である。
機械兵ヴァンクール・フィデール
アソシエ社が開発した二足歩行型の巨大な機械兵。機体色はホワイト。シーン1でメルヴィーユの甲板に登場する。シュバリエと同様の最新鋭特殊鋼でできており、ほとんどの攻撃を受け付けない。アソシエ社が自社の目玉として博覧会に出品しようとしていたが、ヴァントルに強奪されてしまった。この時ヴァントルはプーレを主、機械兵を従とするマスター・スレーブ型遠隔操作システムと思しきものを使っていた。公式コミックで犯行の様子を見ることができる。
機械兵ヴァンクール・サージュ
リーヴにある望遠鏡を狙ってヴァントルが差し向けた第2の機械兵。機体色はブルー。おそらくフィデールと同じ機体であるが、アソシエ社が開発した時点での弱点である肩の関節部分がヴァントルによって補強されている。
機械兵ヴァンクール・ギャルド
ヴァンクールの最終形態。機体色はゴールド。耐久力はそのままに、専用のガトリングランスにより攻撃力及び射程も格段に伸びている。背部のランチャーから浮遊砲台・トリボーン・ヤリミサイルを射出することも可能。追い詰められたヴァントルに「永久機関」を搭載され、弱点を無くした無敵の兵器へと進化する。

### 乗り物
警察車両・戦車
ファムのシーン3に登場するリーヴ市警の戦車。機械兵の天体望遠鏡強奪を阻止するためカナル橋に6両が展開、防衛線を張っていた。
警察車両・照光機
ファムのシーン3で戦車と共に登場。上部の照明で機械兵の通り道である運河を照らす。
警察車両・装甲車
シーン4でアルディ警部が運転する装甲車。武装の類は確認されていない。出力低下で橋から落ちたりスクレットの攻撃で破壊されたりと散々な目に遭う。

### その他
永久機関
永久に動き続けるという夢の機械。制御が非常に難しく、実用化には至っていないが、博覧会の目玉として出品された。とてつもなく頑丈。
イグニッションガン
ガンナーマシンのエンジンキーであり、ガンナーの証でもある銃。
ヴァントルマーク
ヴァントルが自身の兵器などに付けているマーク。
新型エンジン
シーン2のグランディール戦で賞金額一位になると貰える新型のエンジン。獲得すると基本性能が向上し、エンジンから出る炎の色が青くなる。
望遠鏡
リーヴ市のシンボルの一つである巨大な望遠鏡。ファムのシーン3ではヴァントルがこれを狙って機械兵ヴァンクール・サージュを差し向ける。そこで望遠鏡を奪われるとシーン5のグランマガザンに取り付けられてしまう。
電気爆弾
望遠鏡を狙い侵攻してきた機械兵ヴァンクール・サージュに対し、アルディ率いるリーヴ警察飛行艇部隊が使用した武器。これによる攻撃が成功すると一時的に機械兵の動きを止めることができる。
警察用機雷
電気爆弾と同じく機械兵を止めるために望遠鏡前に設置された警察用の機雷。機銃で撃たないと起爆しない。
ヴァントル人形
ヴァントルが囮としてヴァントル・ハウスに残したヴァントルそっくりの人形。蓄音機を使用することで声を発することも出来る。事件後、博覧会に出品された。
永久機関のパーツ
「あのお方」がリヴァルに回収を依頼したもの。用途は不明だが、何らかの機能を有している。

## 攻撃・武器
攻撃には大きく分けて3つの種類がある。機銃・オプションウェポン・EXアクションである。

### 機銃
プレイする上で最も基本的な攻撃方法が機銃である。耐久力の少ない敵や、チェインの起点となる敵を狙う時に有効。弾は一発につき賞金額が-1されるが、無限に撃ち続けることができる。
機体によって機銃の数、連射力、射程、拡散性（サイトの大きさ）、弾一発の威力が異なる。

### オプションウェポン
オプションウェポンは、機体ごとに装備された特殊武器で、敵の動きを封じたり、強力な攻撃を加えることが可能。機銃より射程が長く、ミサイル系はロックすれば障害物に遮られない限りほぼ命中する。ただし弾数に制限があり、使用するごとに気体温度も上昇する。
通常はシーン開始時に一定数所持しているが、戦闘中に特定の敵を倒すことで補充することもでき、それぞれ最大99個まで持てる。リザルト画面ではシーン開始時の初期値を基準に、各オプションウェポンの増減がボーナスとして清算される。
猟犬ミサイル / Gundog missile
全機体で使用可能。攻撃力はないが敵の動きを鈍らせ、攻撃能力も奪うことができる。
花火ミサイル / Fireworks missile
全機体で使用可能。広範囲を攻撃することができ、攻撃力も機銃より高く使いやすい。
クロスミサイル / Cross missile
アヴニール、ブランシェで使用可能。十字架型の剣のようなミサイルを撃ち出す。ミサイルは対象に突き刺さり、それを一定時間内に機銃で攻撃することによって起爆、大ダメージを与えることができる。最大までロックオンすると巨大な十字架を打ち出す。
カボチャ爆弾 / Pumpkin bomb
シュバリエでのみ使用可能。カボチャ型の爆弾で爆撃する。他のオプションウェポンと違い、爆弾なために追尾能力はほとんどない。それにより素早く動く目標へは使いづらいが、攻撃力はなかなかのもの。
コウモリミサイル / Bat missile
ファントゥームでのみ使用可能。追尾能力に優れたこうもり型ミサイル。発射すると対象に張り付くように追尾し、一定時間後に鳴き声と共に接触、爆発する。攻撃力も高く使い勝手は悪くない。敵のファントゥームも使用してくる。

### EXアクション
ガンナーマシンが持つ特殊機能がEXアクションである。
使用すると機体温度が上昇するが、使いどころを間違えなければ非常に強力な攻撃手段となる。
スチームブレーキ / Steam brake
アヴニール、ファントゥームで使用可能。蒸気を利用して急制動をかけ、一定時間滞空することができる。後ろに付いた敵機をやり過ごしたりすることができるが、バランスを崩しやすくなってしまう。また使用中はエンジンの出力を機銃に回すことで強力なヘビーバレットを使用できる（マシンによって集中と拡散に分かれる）。
ヘビーバレット（集中） / Heavy bullet
アヴニールで使用可能。スチームブレーキから派生する強力な機銃攻撃。通常の機銃が効かない相手にもダメージを与えることができる。一発撃つごとに少し機体温度が上昇する。
ヘビーバレット（拡散） / Heavy bullet (spread)
ファントゥームで使用可能。アヴニールのものと比べ攻撃範囲、発射数が格段に上昇しており、全弾命中させたときの破壊力は凄まじい。反面機体温度の上昇率も上がっており、オーバーヒートしやすいのが欠点。
ローリング / Rolling
シュバリエで使用可能。機体を回転させながら高速で突進し、周りの敵を攻撃する。ヘビーバレットと同じく機銃が効かない相手にもダメージを与えられる。機体の速度に比例して威力が上昇し、使用中はエグゾゼゴールドの電撃を除き無敵状態。特殊鋼を用いたシュバリエらしいEXアクション。
アクティブターン / Active turn
ブランシェで使用可能。ロック中の敵の方向に一瞬で方向転換することができる。使用時はブランシェの翼から白い羽根が舞い散る。温度上昇も少なく、使い勝手のいいEXアクション。

### 命令弾
アルディの機体であるクラージュは通常のオプションウェポンとEXアクションが使えない代わりに、部下である警官達に号令をかけ、7機いる僚機のオルドルの隊形を変えて攻撃することができる。これを命令弾という。一度使用するとオーバーヒートする。
※システム上はオプションウェポン扱い
隊列

集中

散開

## 備考
- 登場人物や地名などの固有名詞はほぼ全てフランス語から取られている。
- 当初はプレイステーション向けとして開発していたが、急遽プレイステーション2向けに変更したために開発予算がかさんだ結果、広告費が削られてしまった。
- 説明書のゲーム画面の説明では写真ではなくイラストが使われており、本作の暖かい雰囲気を踏襲したものとなっている。また、よく見ると各ページのページ数の部分に1体ずつプーレが描かれており、それぞれそのページ数を言ったときの口の形をしているという非常に芸の細かいデザインである。
- 発売直後に公式サイトにてタイムアタック及びサバイバルのハイスコアコンテストが行われ、上位入賞者にはプーレのフィギュアなどが贈られた。
- 米国公式サイトでもコンテストが行われており、上位者には壁紙などが贈られた。こちらは現在でも結果を閲覧可能である。
- システム面やキャラクターなどは、スカイキッド（ナムコ）からのオマージュが多くちりばめられている。

## 漫画版

### 公式コミック
スカイガンナー公式webサイトに掲載されていた全四回の短編漫画。ゲームのキャラクターデザイン等を担当した渡辺圭が描いており、本編のサイドストーリー的な話になっていた。第一回はシエルとコパンの出会い、第二回は機械兵強奪事件、第三回はプーレ誕生秘話、第四回はメルヴィーユでのファムの様子などが描かれていた。

### 「SKY GUNNER」
漫画：佐々木少年
原作：Sony Computer Entertainment Inc.　
作画協力：川瀬浩
『月刊マガジンZ』2002年8、9月号に前後編で掲載された漫画。ゲーム本編である博覧会事件の少し前、輸送船を襲い、歩行戦車や羽のついた爆弾などの展示品を強奪する謎の高速飛行船が出没、シエルとコパンがアルディ警部たちと共にその謎の飛行船「悪魔の手」に立ち向かう、という話。ゲームのストーリーより前の話のため、ファムやリヴァルは登場しないが、ヴァントルはシエル達と会うことは無いものの黒幕として登場する。また、オリジナルキャラクターとしてアルエットが登場し、シエル達に（図らずも）「悪魔の手」攻略のヒントを与えるという役割を担っている。単行本化はされていない。
作者の佐々木少年はこの作品がデビュー作である。